# 马原 (作家)
马原（1953年—），辽宁锦州人，中国画家、小说家，他与余华、苏童、格非、洪峰被誉为“先锋派五虎将”。

## 生平
1953年，马原出生在辽宁省锦州市，早年当过农民和钳工。
1982年，马原在辽宁大学的中文系毕业，随后用记者和编辑的身份远赴西藏自治区，担任西藏电视台的记者。
马原从西藏回到辽宁省之后，出任辽宁省作家协会的会员。
2000年，马原分配到同济大学教书。
马原後來查出患有肺部肿瘤，不過他不愿接受治疗，並且全家搬遷到云南西双版纳。

## 风格
马原的小说写法是“叙述圈套”，“以形式为内容”的中国小说新写法。

## 家庭
马原有两个儿子，小儿子马格于2022年6月1日因病死亡，去世時13岁。马格生前心脏有问题，不過马原拒絕带孩子去检查和手术。

## 作品

### 短篇小说
- 《拉萨河女神》
- 《叠纸鹞的三种方法》
- 《拉萨生活的三种时间》
- 《喜马拉雅古歌》
- 《涂满古怪图案的墙壁》

### 中篇小说
- 《冈底斯的诱惑》
- 《虚构》
- 《游神》
- 《旧死》

### 长篇小说
- 《上下都很平坦》，北岳文艺出版社，2001年，ISBN 9787537822282。
- 《牛鬼蛇神》，上海文艺出版社，2012年，ISBN 9787532135059。

### 论文集
- 《细读经典》，复旦大学出版社，2007年，ISBN 9787309055191。
- 《电影密码》，作家出版社，2009年，ISBN 9787506347884。
- 《小说密码》，作家出版社，2009年，ISBN 9787506347891。
- 《中国作家梦：马原与110位作家的对话》，华东师范大学出版社，2007年，ISBN 9787561756454。

### 戏剧
- 《过了一百年》